# Чуйково (Вологодская область)
Чуйково — деревня в Кирилловском районе Вологодской области.
Входит в состав Алёшинского сельского поселения, с точки зрения административно-территориального деления — в Ивановоборский сельсовет.
Расстояние до районного центра Кириллова по автодороге — 24 км, до центра муниципального образования Шиндалово по прямой — 7 км. Ближайшие населённые пункты — Домниково, Красково, Алябино, Худяково.
По переписи 2002 года население — 2 человека.